# 355276 Leclair
355276 Leclair è un asteroide della fascia principale. Scoperto nel 2007, presenta un'orbita caratterizzata da un semiasse maggiore pari a 2,3150575 au e da un'eccentricità di 0,1974040, inclinata di 2,56297° rispetto all'eclittica.